# そのままの君でいて (岡本真夜の曲)
「そのままの君でいて」（そのままのきみでいて）は、岡本真夜の4作目のシングル。1997年1月16日に発売された。発売元は徳間ジャパンコミュニケーションズ。
2005年11月9日に12cmシングル化された。

## 概要
2000年に26歳の若さで他界することになる母校・高知県立高知南高等学校の同級生で親友との思い出を綴った楽曲。親友と岡本の大切な思い出の曲。その親友がいなければ、本作は存在しなかった。
別のインタビュー記事で本人は、「恋愛に悩んでいた高校時代の親友を励ますために作った歌」とも答えている。その親友は、岡本の「歌手になりたい」という夢を応援してくれた、ファン第一号でもある。
題名は親友との手紙のやり取りで「そのままでいて」の言葉をいつも使っていたことで題名に使ったと「Live DVD Mayo Okamoto Tour 2000 ~RISE~」で語っている（DVDの中では親友の名前は語られず、後年になり、テレビ番組で名前だけ公表）。
タイアップとして信用金庫″SHINKIN BANK″イメージソング（2010年現在、一部地域で継続して使用）。TBSテレビ『帰って来たセカンド・チャンス』挿入歌。また、「上海万博」の名称で使用されている千葉ロッテマリーンズのチーム応援歌は、本作と「2010等你来」（後述）のどちらを原曲として用いたかは不明である。
親友が若くして亡くなった後、岡本が2010年にメニエール病の症状で引退を考えていた時に、（下記の）上海万博PRソングによる「そのままの君でいて」の盗作被害騒動が起きて同曲が注目された。これについて岡本は、「同曲を通じて彼女が天国から私を応援してくれているに違いない」と感じて、引退を回避したという。

### 上海万博PR曲問題
2010年4月、上海万博の30日カウントダウンPRソング「2010等你来」メロディーに、「そのままの君でいて」からの盗作疑惑が持ち上がり、日本のマスコミにも取り上げられた。その後、上海万博事務局はPRソング使用を暫定的に停止していたが、上海万博実行委員会から岡本の所属事務所に「そのままの君でいて」の楽曲使用申請があり、岡本は受諾。上海万博の影響で注目が集まり、デビュー15周年記念アルバム『My Favorites』を2010年5月10日から5月26日に発売延期して当楽曲を急遽収録。2010年5月14日「ミュージックステーション」、5月23日「MUSIC JAPAN」、5月25日「ザ・ミュージックアワー」で当楽曲を披露した。

## シングルレコード
2023年11月3日には ″レコードの日 2023″  対象商品の1作として、大ヒットしたデビュー・シングル「TOMORROW」の7インチ・シングルレコードが発売されたが、そのB面曲として「そのままの君でいて」が選曲された。

## 収録曲
全曲 作詞・作曲：岡本真夜、編曲：十川知司
1. そのままの君でいて（4:35）
2. ANNIVERSARY（4:19）
  - 1996年、石井聖子に提供した曲のセルフカバー。
3. そのままの君でいて (ORIGINAL KARAOKE)（4:35）
4. ANNIVERSARY (ORIGINAL KARAOKE)（4:19）

## 楽曲の収録アルバム
そのままの君でいて
オリジナル・アルバム『Smile』（1997年3月5日）
ベスト・アルバム『RISE 1』（2000年5月31日）
ANNIVERSARY
オリジナル・アルバム『Smile』（1997年3月5日）
ミニ・アルバム『Crystal Scenery』（1999年12月29日）
ベスト・アルバム『RISE 1』（2000年5月31日）
ベスト・アルバム『もう一度あの頃の空を』（2003年10月22日）

## その他のカバー
そのままの君でいて
- Kenny James Trio（1999年、アルバム『JAZZで聴く 岡本真夜 作品集』）
- 冬月かえで（2014年、シングル「そのままの君でいて」）